# Keri Russell
Keri Lynn Russell (Fountain Valley, Califórnia, 23 de Março de 1976) é uma atriz estadunidense. Ela ficou famosa por interpretar Felicity Porter na série da The WB, Felicity (1998-2002), pela qual ganhou um Globo de Ouro de melhor atriz em série de drama. Russell também estrelou como a agente da KGB Elizabeth Jennings na série de suspense e espionagem da FX The Americans (2013-2018), pela qual ela foi indicada ao Primetime Emmy e ao Globo de Ouro.

## Biografia
Nascida em Fountain Valley (Califórnia), Keri Russell quando criança morou em Mesa (Arizona) e depois foi estudar em Denver (Colorado). Foi aí que descobriu sua paixão pela dança e começou a praticar intensamente ballet, jazz e street dance. Keri ganhou várias bolsas e pode estudar em ótimos cursos, geralmente durante sete horas por dia.
Aos 15, foi descoberta por um caçador de talentos da Disney e participou do "New Mickey Mouse Club". Logo depois, participou de testes e acabou ganhando um papel no filme "Honey, I Blew Up the Kid" (Querida, Estiquei o Bebê). Também atuou em "Malibu Shores" e "Daddy's Girls". participou também do clip "Always" do Disco "Cross Road" da Banda Americana Bon Jovi.
Em 1998 ele tornou-se mundialmente conhecida na série "Felicity", na qual interpretava uma jovem universitária, Felicty Porter, que abandona a faculdade de medicina em Stanford para estudar em Nova York, onde vai atrás de seu amor de colegial, Ben.
Em 2013 ela estreou na aclamada série de televisão "The Americans", em que interpreta uma espiã russa que vive nos Estados Unidos com o marido. A série é um sucesso absoluto e é co-protagonizada com Matthew Rhys com quem Keri se relacionou em 2014. Em maio de 2016 nasceu o filho deles, Sam. A série foi finalizada em 2018.
Em 2013, Russell estrelou o filme de terror de ficção científica Dark Skies e o filme de comédia romântica Austenland. Em 2014, Russell estrelou o filme de ação de ficção científica Dawn of the Planet of the Apes, uma sequência do filme de 2011 Rise of the Planet of the Apes. Mais tarde, ela estrelou como Serena Knight no histórico filme de guerra de 2016, Free State of Jones.
Em 2018, foi anunciado que Keri se juntou ao elenco do filme Star Wars: The Rise of Skywalker, que foi lançado em dezembro de 2019.
Em 2019, ela estrelou uma peça na Broadway, chamada Burn This, ao lado de Adam Driver.

## Filmografia

### Filmes
| Ano  | Título                           | Papel                                 | Notas |
| ---- | -------------------------------- | ------------------------------------- | ----- |
| 1992 | Honey, I Blew Up the Kid         | Mandy Park                            |       |
| 1998 | The Curve                        | Emma                                  |       |
| 1998 | Eight Days a Week                | Erica                                 |       |
| 2000 | Mad About Mambo                  | Lucy McLoughlin                       |       |
| 2002 | We Were Soldiers                 | Barbara Geoghegan                     |       |
| 2005 | The Upside of Anger              | Emily Wolfmeyer                       |       |
| 2006 | Rohtenburg                       | Katie                                 |       |
| 2006 | Mission: Impossible III          | Lindsey Farris                        |       |
| 2007 | August Rush                      | Lyla Novacek                          |       |
| 2007 | The Girl in the Park             | Celeste                               |       |
| 2007 | Waitress                         | Jenna Hunterson                       |       |
| 2008 | Bedtime Stories                  | Jill                                  |       |
| 2009 | Leaves of Grass                  | Janet                                 |       |
| 2009 | Wonder Woman                     | Diana Prince / Mulher-Maravilha (voz) |       |
| 2010 | Extraordinary Measures           | Aileen Crowley                        |       |
| 2012 | Goats                            | Judy                                  |       |
| 2013 | Austenland                       | Jane Hayes                            |       |
| 2013 | Dark Skies                       | Lacy Barrett                          |       |
| 2014 | Dawn of the Planet of the Apes   | Ellie                                 |       |
| 2016 | Free State of Jones              | Serena Knight                         |       |
| 2019 | Star Wars: The Rise of Skywalker | Zorii Bliss                           |       |
| 2021 | Antlers                          | Julia Meadows                         |       |

### Televisão
| Ano       | Título                        | Papel                | Notas                                    |
| --------- | ----------------------------- | -------------------- | ---------------------------------------- |
| 1991–1993 | The All New Mickey Mouse Club | Ela mesma            | Protagonista                             |
| 1993      | Boy Meets World               | Jessica              | Episódio: "Grandma Was a Rolling Stone"  |
| 1994      | Daddy's Girls                 | Phoebe Walker        | 3 episódios                              |
| 1995      | Clerks                        | Sandra               | Piloto                                   |
| 1995      | Married... with Children      | April Adams          | Episódio: "Radio Free Trumaine"          |
| 1996      | The Babysitter's Seduction    | Michelle Winston     | Filme televisivo                         |
| 1996      | The Lottery                   | Felice Dunbar        | Filme televisivo                         |
| 1996      | Malibu Shores                 | Chloe Walker         | Protagonista                             |
| 1997      | Roar                          | Claire               | 2 episódios                              |
| 1997      | 7th Heaven                    | Camille              | Episódio: "Choices"                      |
| 1997      | When Innocence Is Lost        | Erica French         | Filme televisivo                         |
| 1998–2002 | Felicity                      | Felicity Porter      | Protagonista                             |
| 1999      | CinderElmo                    | Princess             | Filme televisivo                         |
| 2005      | Into the West                 | Naomi Wheeler        | Episódio: "Manifest Destiny"             |
| 2005      | The Magic of Ordinary Days    | Olivia "Livvy" Dunne | Filme televisivo                         |
| 2007      | Scrubs                        | Melody O'Harra       | 2 episódios                              |
| 2010–2011 | Running Wilde                 | Emmy Kadubic         | Protagonista                             |
| 2013      | Arrested Development          | Widow Carr (voz)     | Episódio: "Señoritis"                    |
| 2013–2018 | The Americans                 | Elizabeth Jennings   | Protagonista                             |
| 2017      | Secret History of Comics      | Narradora            | Episódio: "The Truth About Wonder Woman" |
| 2018      | Running Wild with Bear Grylls | Ela mesma            | Episódio: "Canary Islands"               |

## Prêmios

### Atribuídos
- 2018 - Television Critics Association Awards

Vencedora para Melhor Desempenho Individual em uma Série de Drama, por The Americans.
- 2015 - Satellite Awards

Vencedora para Melhor Atriz em Série de televisão - Drama, por The Americans.
- 1999 - Golden Globes

Vencedora para Melhor Desempenho de uma Atriz em Série de televisão - Drama, por Felicity.
- 1999 - Teen Choice Award

Vencedora para Melhor Desempenho em Série de televisão, por Felicity.

### Indicados
- 2019 - Golden Globes

Nomeada para Melhor Atriz em Série de televisão - Drama por The Americans.
- 2018 - Emmy Awards

Nomeada para Melhor Atriz em Série de Drama, por The Americans.
- 2017 - Emmy Awards

Nomeada para Melhor Atriz em Série de Drama, por The Americans.
- 2017 - Golden Globes

Nomeada para Melhor Atriz em Série de televisão - Drama por The Americans.
- 2016 - Emmy Awards

Nomeada para Melhor Atriz em Série de Drama, por The Americans.
- 2008 - Teen Choice Awards

Nomeada para Melhor Actriz em Filme Dramático, por August Rush.
- 2005 - Satellite Awards

Nomedada para Melhor Actriz em Mini-série ou Filme para televisão, por The Magic of Ordinary Days.
- 2006 - Teen Choice Award

Nomeada para Melhor Actriz em Filme de Drama/Acção Aventura, por Missão Impossível III.
- 2002 - Teen Choice Award

Nomeada para Melhor Actriz em Série de televisão - Drama, por Felicity.
- 2001 - Teen Choice Award

Nomeada para Melhor Actriz em Série de televisão, por Felicity.
- 2000 - Teen Choice Award

Nomeada para Melhor Actriz em Série de televisão, por Felicity.
- 1993 - Young Artist Awards

Nomeda para Melhor Actriz Secundária Jovem, por Honey I Blew Up the Kid.